# سلوريات وأشباهها
السلوريات الوأشباهها (الاسم العلمي: Sisoroidea) هي فوق فصيلة من الأسماك يتبع رتبة سلوريات الشكل من طائفة شعاعيات الزعانف.

## التصنيف
- السلوريات
  - الأمبوك